# Муньос, Карлос (борец)
Карлос Андрес Муньос Харамильо (исп. Carlos Andrés Muñoz Jaramillo; 3 августа 1990, Ла-Сеха, Антьокия, Колумбия) — колумбийский борец греко-римского стиля, участник Олимпийских игр 2016 года в Рио-де-Жанейро.

## Карьера
В начале марта 2016 года в американском Фриско завоевал олимпийскую лицензию. В середине августа 2016 года на Олимпиаде в Рио-де-Жанейро на стадии квалификации уступил венгру Петеру Бачи, заняв последнее 20 место. Летом 2022 года он стал победителем на Боливарианских играх, которые прошли в колумбийском Вальедупаре. В конце февраля 2024 года в мексиканском Акапулько ему удалось получить олимпийскую лицензию на игры в Париж.

## Достижения
- Боливарианские игры 2013 — ;
- Панамериканский чемпионат по борьбе 2014 — ;
- Южноамериканские игры 2014 — ;
- Центральноамериканские и Карибские игры 2014 — ;
- Панамериканский чемпионат по борьбе 2015 — ;
- Панамериканские игры 2015 — ;
- Панамериканский чемпионат по борьбе 2016 — ;
- Олимпийские игры 2016 — 20;
- Панамериканский чемпионат по борьбе 2017 — ;
- Центральноамериканские и Карибские игры 2018 — ;
- Южноамериканские игры 2018 — ;
- Панамериканский чемпионат по борьбе 2020 — ;
- Панамериканский чемпионат по борьбе 2022 — ;
- Боливарианские игры 2022 — ;
- Панамериканский чемпионат по борьбе 2023 — ;
- Центральноамериканские и Карибские игры 2023 — ;
- Панамериканские игры 2023 — ;
- Панамериканский чемпионат по борьбе 2024 — ;